# Смерть в эфире
«Смерть в эфи́ре» (англ. Live!) — американская драма 2007 года режиссёра Билла Гуттентага с Евой Мендес, Дэвидом Крамхолцем и Эриком Лайвли.

## Сюжет
Телеведущая Кэти разрабатывает то, что, как она надеется, станет самым популярным телешоу всех времен, - игровое шоу под названием Live!, в котором шесть участников играют в русскую рулетку с револьвером, заряженным одним боевым патроном и пятью муляжами. Во время шоу, после случайного поворота цилиндра, участники будут стрелять один за другим, направляя ствол себе в голову, без промежуточного дополнительного поворота цилиндра, пока один из них не будет убит. Сначала идея состоит в том, чтобы дать каждому из шести конкурсантов по 1 000 000 долларов, но, хотя претендентов на прослушивание больше, чем ожидалось, они склонны к самоубийству. Это нежелательно, участники должны хотеть жить; поэтому приз увеличивается до 5 000 000 долларов каждому выжившему участнику, в то время как семья убитого участника не получит никакого приза.
Пока Кэти изо всех сил пытается преодолеть трудности, с которыми сталкиваются Федеральная комиссия по связи, её телеканал и рекламодатели шоу, режиссёр-документалист Рекс снимает каждую деталь её гламурной, насыщенной жизни. Рекс принимает участие в создании шоу, создавая биографические фрагменты о конкурсантах. Это Бирон, молодой писатель, испытывающий трудности; Брэд, звезда экстремальных видов спорта; Рик, мужчина, которому пришлось много потратить на медицинские счета для своего маленького сына и который теперь пытается спасти ферму своей семьи; Джуэл, начинающая актриса; Абалон, бывшая супермодель, ставшая артисткой перформанса; и Пабло, молодой мексиканский иммигрант-гей, решивший помочь своей семье.
Джуэл первая, Пабло следующий, оба невредимы. Далее идет Абалон; прежде чем нажать на спусковой крючок, направив пистолет на себя, она разыгрывает представление, в котором пугает других, направляя пистолет на ведущего и угрожая убить его; она также невредима, но изображает падение замертво. Четвёртый - Байрон, тоже невредимый. Брэд идет пятым и убивает себя. Кэти потрясена, чувствует себя виноватой и идет в ванную, где её рвет. Тело быстро убирается за кадром. Рик, который был бы шестым, выигрывает приз, не нажимая на спусковой крючок. После этого, во время пресс-конференции после шоу, выходит мужчина с другим пистолетом и убивает Кэти. Телеканал утверждает, что убийство не имеет отношения к теме шоу. Если не считать убийства, шоу пользуется успехом. Оно становится ежегодным.

## В ролях
| Актёр              | Роль                 |
| ------------------ | -------------------- |
| Ева Мендес         | Кэти                 |
| Дэвид Крамхолц     | Рекс                 |
| Роб Браун          | Бирон                |
| Кэти Кэссиди       | Джуэл                |
| Джей Эрнандес      | Пабло                |
| Эрик Лайвли        | Брэд                 |
| Моне Мазур         | Абалон               |
| Джеффри Дин Морган | Рик                  |
| Дэнни Комден       | Бак                  |
| Пол Майкл Глейзер  | президент телеканала |
| Мисси Пайл         | Пламми               |
| Андре Брауэр       | Дон                  |
| Шарлотта Росс      | Дженнифер            |
| Мишель Крусик      | Дилан                |
| Магейна Това       | Келли                |
| Патрик Фишлер      | Дэйв                 |
| Бо Гарретт         | Криста               |
| Джессика Коллинз   | восходящая звезда    |
| Роберт Гант        | кастинг-директор     |
| Джейми Рэй Ньюман  | ведущая              |
| Кэтрин Маккорд     | Крисси               |
| Кевин Килнер       | ведущий новостей     |